# Gunung Uning Kanis
Gunung Uning Kanis är ett berg i Indonesien.   Det ligger i provinsen Aceh, i den västra delen av landet, 1 600 km nordväst om huvudstaden Jakarta. Toppen på Gunung Uning Kanis är 1 444 meter över havet. Gunung Uning Kanis ingår i Pegunungan Pase.
Terrängen runt Gunung Uning Kanis är lite bergig.  Trakten runt Gunung Uning Kanis är nära nog obefolkad, med mindre än två invånare per kvadratkilometer. I omgivningarna runt Gunung Uning Kanis växer i huvudsak städsegrön lövskog.